# Bufonaria perelegans
Bufonaria perelegans là một loài ốc biển, là động vật thân mềm chân bụng sống ở biển trong họ Bursidae.
Vỏ sò có kích thước 65 – 115 mm.
Nó phân bố ở Philippines, Đài Loan, Indonesia, Thái Lan.

## Hình ảnh

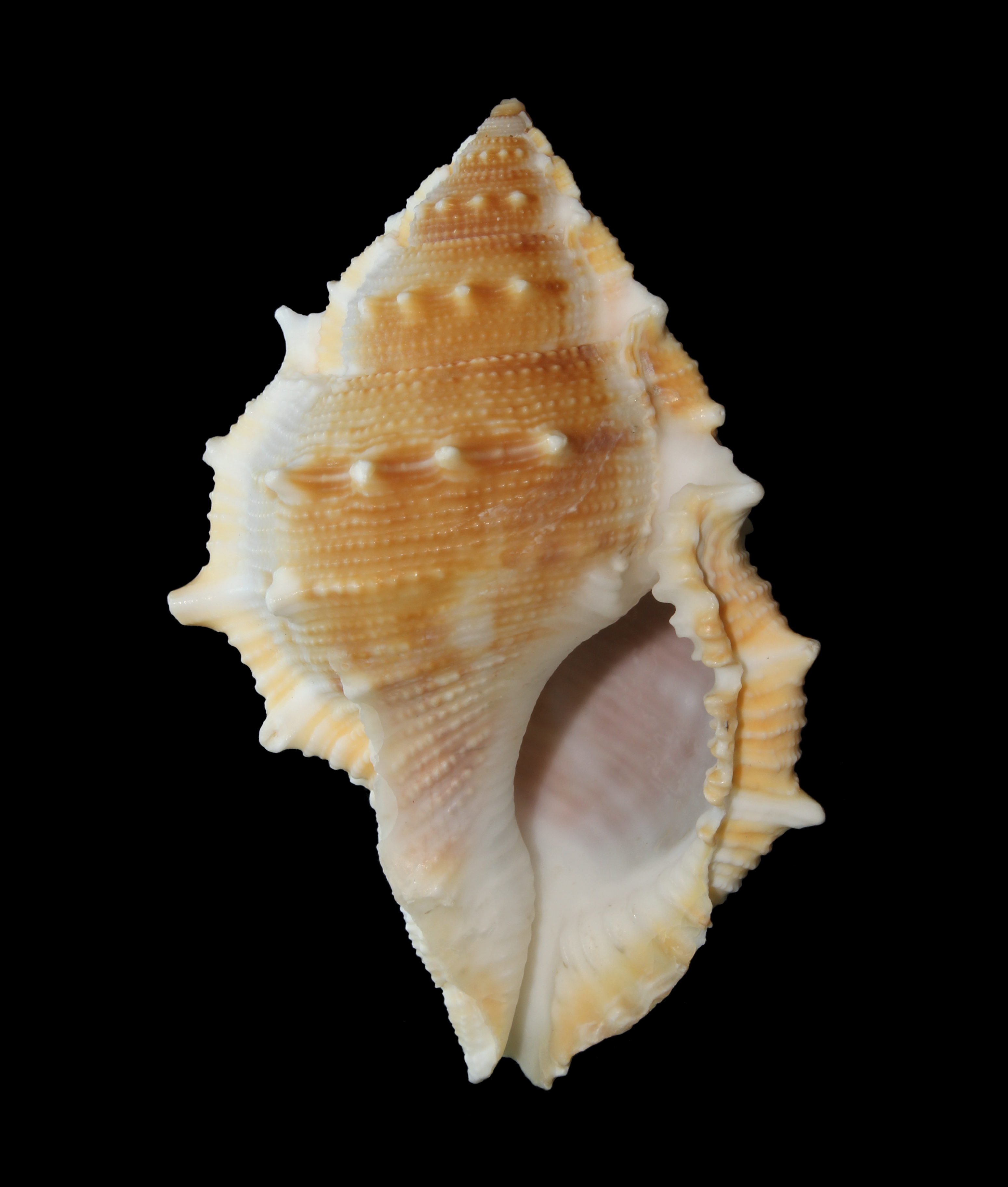
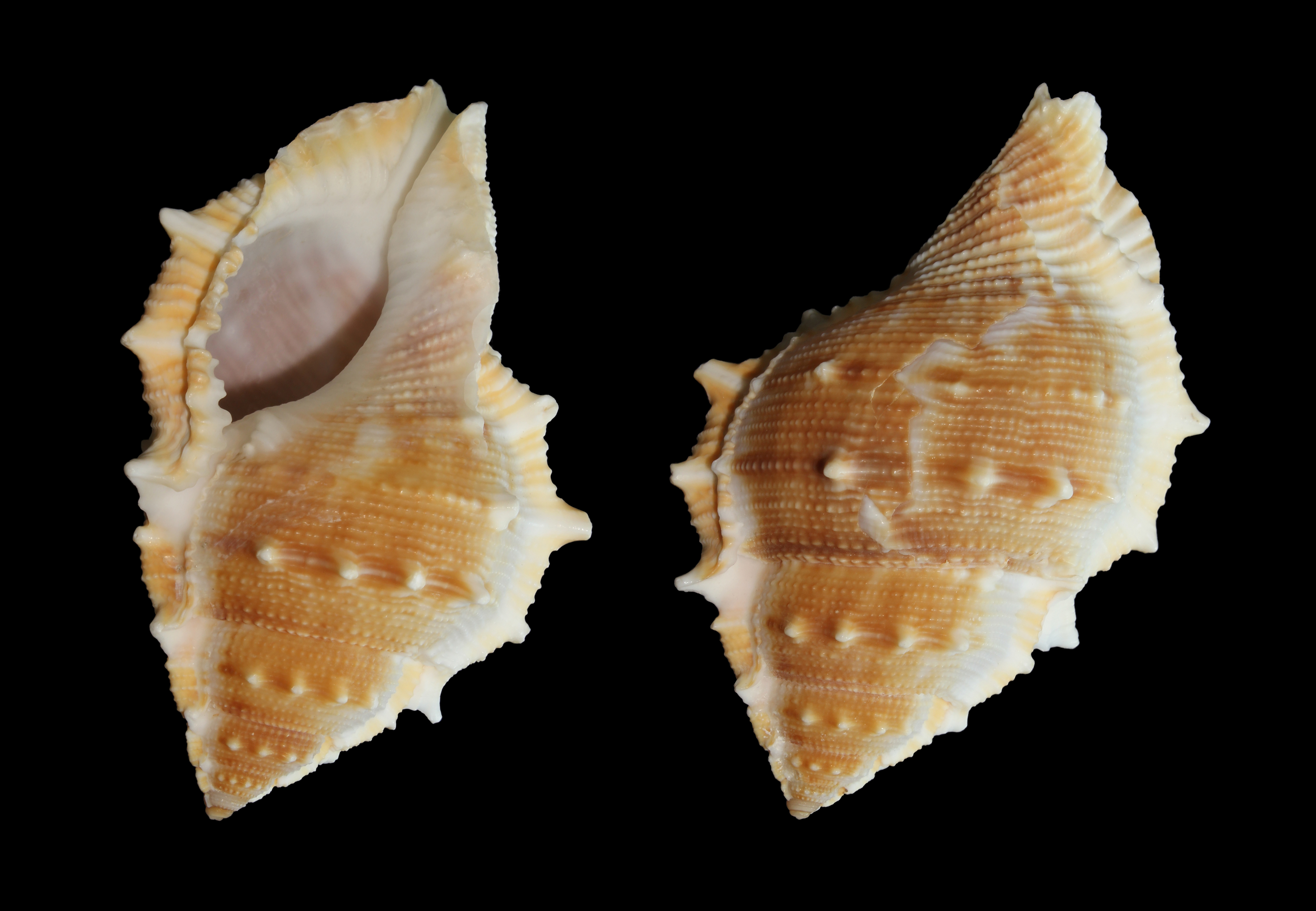